# Studien über die Etüden von F. Chopin (Godowsky)

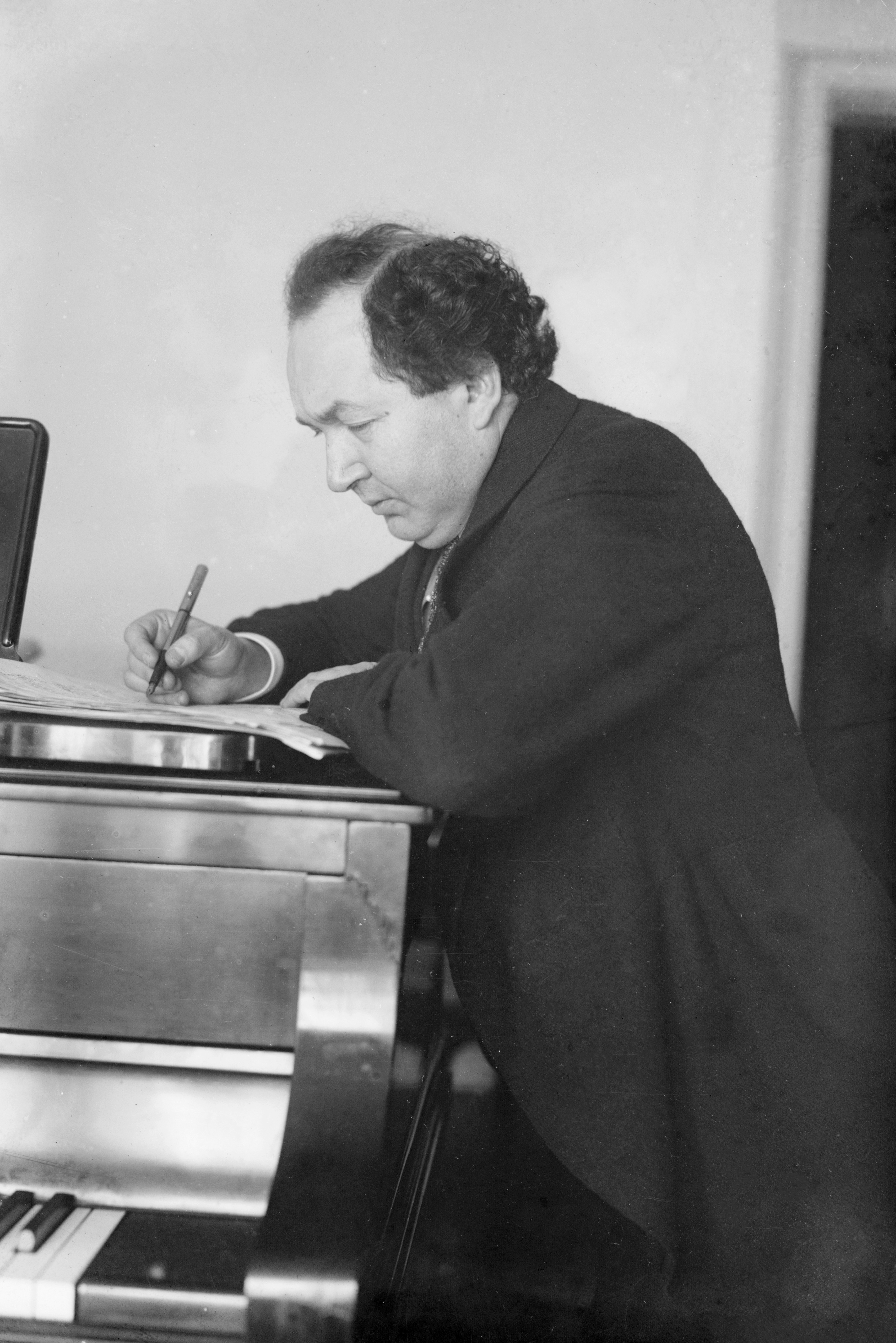
Godowsky (1915)

Die Studien über die Etüden von F. Chopin sind Klavierstücke von Leopold Godowsky. Sie belegen die Einsicht von Jeremy Nicholas, dass Godowsky ein „Pianist für Pianisten“ war.  
Die Studien über die Etüden von Frédéric Chopin sind Bearbeitungen der Etüden Chopins von Leopold Godowsky (1870–1938), die vor allem dem Ausloten und der Erweiterung der klaviertechnischen Möglichkeiten dienen. Die einseitige Betonung des Technischen bei Godowsky ist jedoch eine Verkehrung der Absichten Chopins, der in den Etüden das technische Element nicht als Selbstzweck behandelt, sondern immer in den Dienst der musikalischen Aussage stellt. Zu den Verfahren Godowskys gehören unter anderem die Vertauschung des Partes von linker und rechter Hand (beispielsweise in der Terzenetüde). Dies stellt durch die neuen, ungewohnten Aufgaben ein Höchstmaß an Anforderungen an den Spielapparat, besonders die linke Hand, was nicht selten an die Grenze der Belastbarkeit führt. Ein weiteres Verfahren ist das Zusammenführen zweier Etüden (beispielsweise Opus 10 Nr. 5 mit Opus 25 Nr. 9) zu einem neuen Stück. Dies führt neben den technischen Problemen zu neuen Klangergebnissen, die mit Chopins Intentionen nichts mehr zu tun haben und in reine Artistik ausarten. Die technischen Schwierigkeiten sind groß und stellen eine Steigerung gegenüber denen der Etüden Chopins dar.

## Zweck

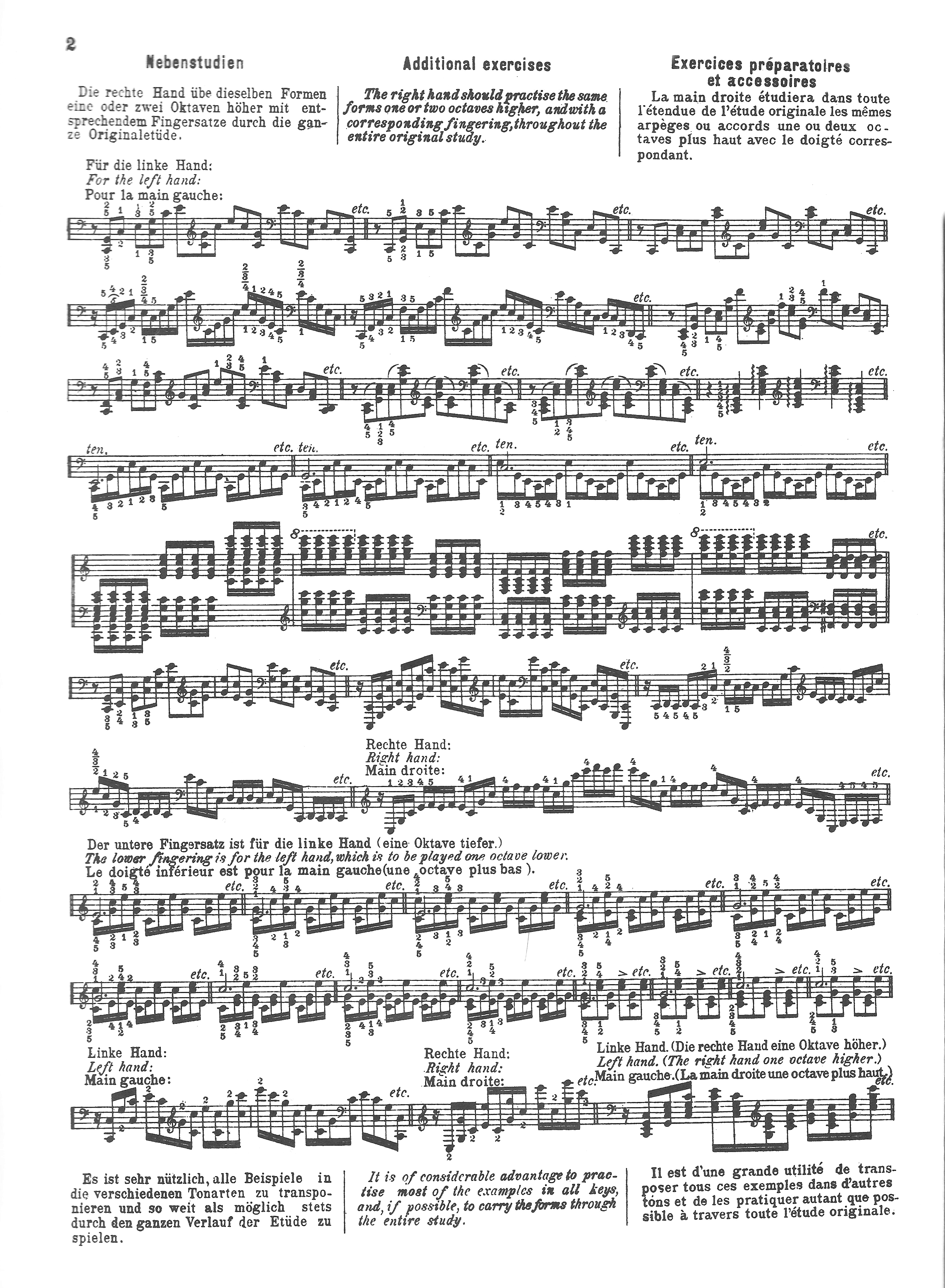
Nebenstudien zu op. 10.1

Godowsky schreibt in seiner (deutschen) Einleitung zur fünfbändigen Ausgabe des Robert Lienau Musikverlags:

„Die 53 Studien, welche auf 26 Chopin-Etuden aufgebaut sind, verfolgen einen dreifachen Zweck: die mechanischen, technischen und musikalischen Möglichkeiten des Klavierspiels zu bereichern, die eigentümliche, der polyphonen, polyrhythmischen und polydynamischen Arbeit zugängliche Natur des Instruments weiter zu entwickeln und die Möglichkeiten der Tonkoloristik zu vermehren. Die außergewöhnlichen geistigen und physischen Anforderungen, die das Werk  an den Spieler stellt, werden ihn unbedingt zu einer höheren Stufe der Vollendung in der Beherrschung des Instruments führen; andererseits wird auch der Klavierkomponist hier vielerlei Anregungen für technische und musikalische Ausdrucksformen des Klaviers im allgemeinen finden. Es bleibe nicht unerwähnt, daß bei den zahlreichen kontrapunktisch-neuen Einfällen, welche oft die ganze Klaviatur in Anspruch nehmen, die Fingersatz- und Pedalbezeichnungen bisweilen den Schein des Umstürzlerischen annehmen, besonders in den 22 Studien für die linke Hand allein.

Die Vorübungen, die mehreren Studien beigegeben sind, sind einer mechanischen Beherrschung des Klaviers sehr förderlich. Man kann sie als Vorbereitungsstudien für die Bearbeitungen sowohl, wie für die Originaletuden verwenden. Die 53 Chopinstudien eignen sich für den Konzertgebrauch ebenso wie für das Privatstudium.“

## Zu op. 10

### Nr. 1, C-Dur

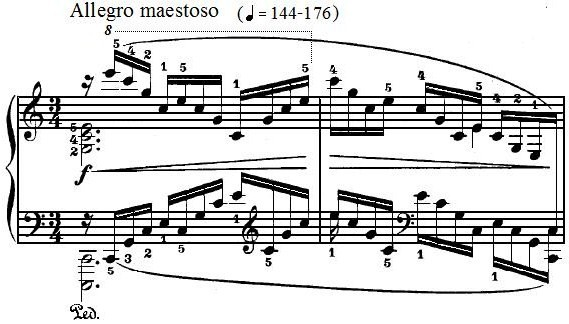
op.10.1

1. C-Dur, diatonisch, Theodor Leschetizky gewidmet
2. Des-Dur, für die linke Hand allein

### Nr. 2, a-Moll
1. a-Moll, für die linke Hand allein
2. a-Moll, Ignis fatuus, Moritz Rosenthal gewidmet

### Nr. 3, E-Dur

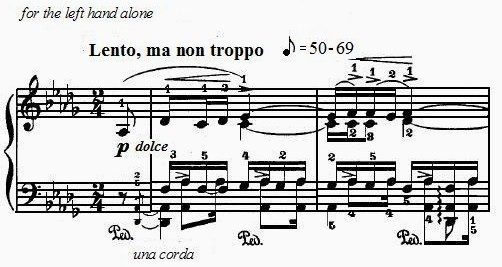
op. 10.3

1. Des-Dur, für die linke Hand allein

### Nr. 4, cis-Moll
1. cis-Moll, linke Hand

### Nr. 5, Ges-Dur
1. Ges-Dur, schwarze Tasten, Albert Friedenthal gewidmet
2. C-Dur, weiße Tasten, Willy Rehberg gewidmet
3. a-Moll, Tarantella, weiße Tasten, Ernesto Consolo gewidmet
4. A-Dur, Capriccio, weiße und schwarze Tasten
5. Ges-Dur, Umkehrung, linke Hand, schwarze Tasten
6. Ges-Dur, Umkehrung, rechte Hand, schwarze Tasten
7. Ges-Dur, linke Hand

### Nr. 6, es-Moll

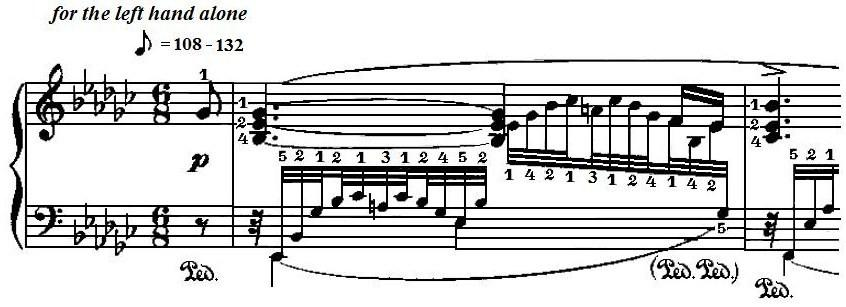
op. 10.6

1. es-Moll, linke Hand[2]

### Nr. 7, C-Dur
1. C-Dur, Toccata, Franz Kullak gewidmet
2. Ges-Dur, Nocturne, Arthur Friedheim gewidmet
3. Es-Dur, linke Hand, Hans von Schiller gewidmet; „relativ unkomplizierte Übertragung“[3]

### Nr. 8, F-Dur
1. F-Dur, Teresa Carreño gewidmet
2. Ges-Dur, linke Hand, William L. Hubbard gewidmet

### Nr. 9, f-Moll
1. cis-Moll
2. f-Moll, zugleich Nachahmung von op. 25.2, „herrliches, ganz und gar ungewöhnliches Stück“[3]
3. fis-Moll, linke Hand[4]

### Nr. 10, As-Dur
1. D-Dur
2. As-Dur, linke Hand

### Nr. 11, Es-Dur
1. A-Dur, linke Hand, Maurice Aronson gewidmet[5]; „diabolisch schwierige Stimmführung“[3]

### Nr. 12, c-Moll
1. cis-Moll, linke Hand, Paul Wittgenstein gewidmet[6]

## Zu op. 25

### Nr. 1, As-Dur

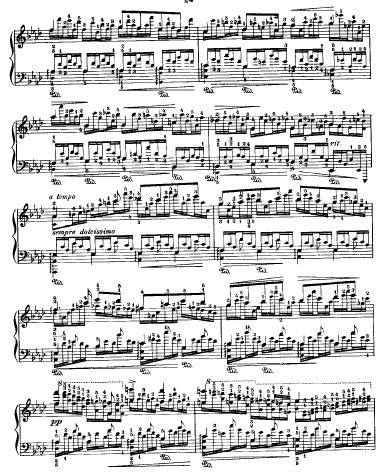
Godowskys „vierhändige“ Bearbeitung von op. 25,1

1. As-Dur, linke Hand,  William Mason gewidmet
2. As-Dur, wie vierhändig
3. As-Dur

### Nr. 2, f-Moll

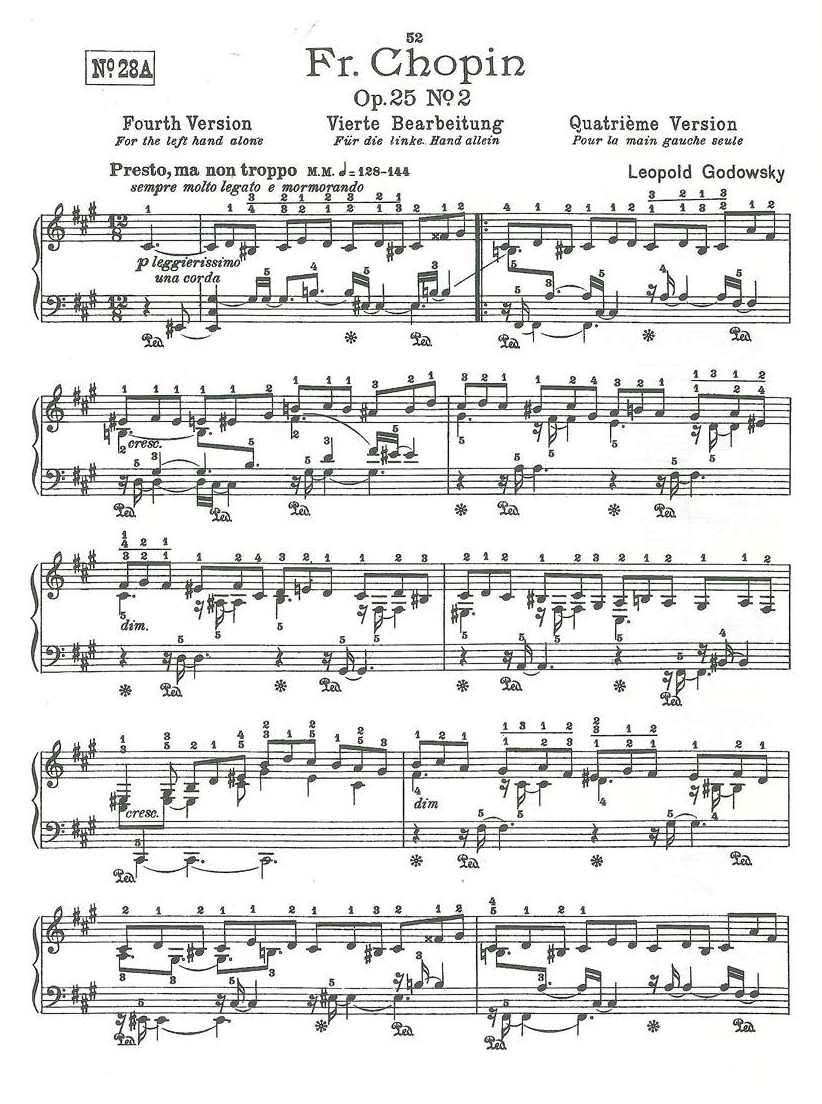
„Entsetzliche Unhandlichkeit“

1. f-Moll, Wladimir von Pachmann gewidmet

2. f-Moll, Valse, Józef Hofmann gewidmet

3. f-Moll, zwei Versionen, Hugo Kaun gewidmet
a) rechte Hand
b) Oktaven-Triolen rechts, bezaubernde Stimmführung in Achteln links

4. fis-Moll, linke Hand (1914)

### Nr. 3, F-Dur
1. F-Dur, Louis Breitner gewidmet
2. F-Dur, linke Hand

### Nr. 4, a-Moll
1. a-Moll, linke Hand, Eduard Risler gewidmet
2. f-Moll, Polonaise

### Nr. 5, e-Moll
1. e-Moll, Ernst Lochbrunner gewidmet
2. cis-Moll, Mazurka, Ernst Eduard Taubert gewidmet
3. b-Moll, linke Hand[8]

### Nr. 6, gis-Moll
1. gis-Moll, Terzenstudie, Camille Saint-Saëns, vielleicht auch Wladimir von Pachmann gewidmet[9]

### Nr. 7, cis-Moll
keine Bearbeitung

### Nr. 8, Des-Dur
1. Des-Dur, Sextenstudie, Ignacy Jan Paderewski gewidmet

### Nr. 9, Ges-Dur
1. Es-Dur
2. Ges-Dur, linke Hand

### Nr. 10, h-Moll
1. h-Moll, linke Hand

### Nr. 11, a-Moll
1. a-Moll, Stefan Thomán gewidmet

### Nr. 12, c-Moll
1. cis-Moll, linke Hand[10]

## Zu den Trois Nouvelles Études
- f-Moll

1. f-Moll, linke Hand

- As-Dur

1. E-Dur, „ein wahres Wunder“[3][11]
2. Ges-Dur, linke Hand

- Des-Dur

1. G-Dur, Menuetto

## Vereinigungen
- op. 10.5 und op. 25.9, Ges-Dur, Badinage, Herrn und Frau Landeker gewidmet
- op. 10.11 und op. 25.3, F-Dur

## Aufnahmen
Noch Ende der 1970er Jahre waren nur wenige der Studien jemals aufgenommen worden. Die erste Tonaufnahme ist die cis-Moll-Version der „Revolutionsetüde“ für die linke Hand mit Wladimir von Pachmann (1912). Die nächsten waren zehn Studien mit David Saperton, Godowskys Schwiegersohn (1940). Die Metallplatte wurde für Patronenhülsen gebraucht und von der Radio Corporation of America vernichtet. Zwölf Jahre später nahm Saperton das gleiche Programm (mit einer elften Studie) noch einmal auf. Einer von Godowskys und Sapertons Schülern, Jorge Bolet, begann seinen Vertrag beim Decca-Label L'Oiseau-Lyre 1977 mit einer reinen Chopin-Godowsky-LP, die sieben Etüden enthielt, neben Godowsky-Transkriptionen von Chopin-Walzern. Bolet spielte die Etüden zum Teil auch im Konzert. Der britische Pianist Ian Hobson brachte es mit einer CD 1985 bereits auf 18 Etüden. Die erste Gesamteinspielung ist dem Australier Geoffrey Douglas Madge zu verdanken (1989). Es folgten Carlo Grante (1993–1998) und Marc-André Hamelin (1999). Francesco Libetta hat 1993 und 1994 in Mailand alle Studien öffentlich aufgeführt.